# Diploma accademico
Il diploma accademico, in Italia, è un titolo accademico  rilasciato dagli istituti di livello universitario compresi nell'alta formazione artistica, musicale e coreutica (AFAM) equiparato alla laurea.

## Istituzioni sbilitate al rilascio del titolo
Il Ministero dell'Istruzione, dell'Università e della Ricerca riconosce come AFAM seguenti istituti:
- Accademie di belle arti, statali e legalmente riconosciute
- Accademia Nazionale di Danza
- Accademia Nazionale di Arte Drammatica
- Accademia Internazionale di Teatro
- istituti superiori per le industrie artistiche
- conservatori musicali e istituti musicali parificati
- altre istituzioni autorizzate a rilasciare titoli AFAM (art.11 DPR 8.7.2005, n.212)

## Titoli

### Diploma accademico a ciclo unico ante riforma (vecchio ordinamento)
I diplomi accademici ante riforma, di solito quadriennali, ma a volte anche quinquennali o più, sono rientrati in AFAM; ai fini dei concorsi pubblici e per l'abilitazione all'insegnamento, furono già equiparati alle lauree del vecchio ordinamento universitario di cui all'art. 4, comma 2, della legge 19 novembre 1990, n. 341 e successivamente alla corrispondente laurea magistrale del nuovo ordinamento.
I diplomi accademici quadriennali rilasciati da un'accademia di belle arti, ai soli fini dell'iscrizione ai bienni specialistici sperimentali da 132 crediti formativi accademici (CFA) in "Arti visive e discipline dello spettacolo", permettono un bonus di 40 CFA e 6 mesi anche se alcune accademie di belle arti hanno deciso autonomamente di estendere detto bonus anche agli altri bienni di 2 livello rendendo di fatto questa concessione una consuetudine..
I diplomi accademici dell'ordinamento previgente alla legge 508/1999, in quanto equipollenti ai diplomi accademici di 2 livello, costituiscono titolo di accesso ai concorsi di ammissione ai corsi o scuole di dottorato di ricerca o di specializzazione in ambito artistico, musicale, storico artistico o storico-musicale istituiti dalle università in Italia.
Il Decreto Ministeriale 331 del 10 aprile 2019 ha stabilito le equipollenze tra il previgente ordinamento ed il nuovo ordinamento 3+2 per i soli corsi ordinamentali di pittura,scultura,decorazione e scenografia dimenticando i corsi sperimentali del previgente ordinamento (p.o.v. 2000) ovvero i corsi di "disegno sperimentale corrispondente a pittura" e di "arti multimediali corrispondente a scenografia" attivati dal Ministero dell'Istruzione nel 2000 presso Brera e Carrara; i suddetti corsi sono i precursori di Grafica per quanto riguarda il corso di Disegno Sperimentale e di Nuove Tecnologie per l'Arte per quanto riguarda Arti Multimediali ma, in assenza di una tabella specifica, rischiano di essere equiparati a Pittura e Scenografia anche se Pittura e Grafica rientrano entrambe sotto la stessa equipollenza LM89 così come Scenografia e NTA sotto la stessa equipollenza LM65.

### Diploma accademico di I livello
Il diploma accademico di I livello comprende 3 anni di studio per un totale di 180 crediti e si accede con una maturità quinquennale anche non artistica previo test di verifica attitudinale.
Il diploma dà accesso ai corsi di laurea magistrale oppure di diploma accademico di II livello, oltre che a master universitari di 1º livello, diplomi accademici di specializzazione e diploma di perfezionamento previa valutazione del piano di studio e conseguente riconoscimento crediti non inferiore a 120 su 180 con i crediti mancanti che andranno recuperati.

### Diploma accademico di II livello
Il diploma accademico di II livello prevede 2 anni di studio per 120 crediti tesi compresa (in alcuni casi 132 crediti).
Per accedervi si ha bisogno di un diploma accademico di I livello AFAM (L-19/S1) o di una laurea universitaria equipollente ( L-3 ma per alcuni bienni anche L-4, L-1, L-17, L-20 e simili  previo riconoscimento di almeno 120 crediti e non più di 60 debiti da recuperare nel biennio).
Si può accedere anche con un diploma accademico a ciclo unico ante riforma oppure con un Diploma di Laurea (DL) o Diploma Universitario triennale (DU) previo riconoscimento di 180 crediti nominali.
Le scuole dirette ai fini speciali biennali e/o corsi universitari di durata inferiore ai 3 anni non permettono l'accesso perché sono necessari minimo 3 anni congiuntamente ad una maturità quinquennale anche non artistica.

### Diploma accademico di II livello finalizzato alla formazione di docenti
Ha una durata di 2 anni e vale 120 crediti. Ha come obiettivo la formazione dei docenti per l'insegnamento. (Per esempio nella scuola di educazione musicale classe di concorso ex A/31 e ex A/32 e di strumento classe di concorso ex A/77 - aggiornate con DPR 14 febbraio 2016, n. 19).
Anche questo diploma permette l'accesso ai corsi del Terzo Ciclo, ovvero al corso di Formazione alla Ricerca (Dottorato di Ricerca), al corso di Perfezionamento o Master di II livello, al corso di Specializzazione di II livello e permette l'accesso al TFA -Tirocinio Formativo Attivo, abilitante per l'insegnamento nella scuola.

### Diploma accademico ABA di II livello a ciclo unico
Sono stati recentemente istituiti anche dei diplomi di II livello dalla durata quinquennale (300 crediti, similmente a quanto precedentemente applicato per i diplomi di laurea del vecchio ordinamento) ed abilitanti alla professione di restauratore di beni culturali.

### Diploma accademico di formazione alla ricerca
Equivalente al dottorato di ricerca universitario in ambito artistico o musicale, prevede un minimo di 3 anni di studio.
Per accedere è necessario il diploma accademico di 2 livello (BS) o laurea specialistica (LS) / magistrale(LM) oppure diploma di laurea (DL) o diploma accademico del previgente ordinamento (decreto legislativo 16 aprile 1994, n. 297 art 63); i diplomi conseguiti prima del 1994 non permettono l'accesso al 3 livello perché non sanati dalla legge 508 e neppure dalla legge di stabilità 2013 che si riferiscono esplicitamente all'ultimo previgente ordinamento (singolare) e non a tutti i previgenti.
Riguardo ai corsi sperimentali:
Esistono diplomi ottenuti a seguito di corsi sperimentali sia di 1 livello e sia di 2 livello e anche rarissimi corsi sperimentali ante riforma; tali diplomi seguono le stesse regole dei diplomi ordinari se appartengono alla stessa scuola e allo stesso dipartimento degli ordinari (se esisteva già la definizione di scuola e dipartimento).
Riguardo ai corsi ante riforma, nati con ordinamenti che non definivano chiaramente il concetto di scuola e di dipartimento, valgono le regole della legge 508 che fu una "sanatoria" per tutto ciò che è stato ante riforma, prima di passare alla riforma vera e propria che ha portato al 3+2.
In ogni caso, nessun corso ante riforma, anche quelli decennali,può essere ad oggi considerato di 3 livello bensì di primo e secondo livello entrambi.